# 尖峰站
尖峰站，位于中华人民共和国海南省乐东黎族自治县尖峰镇，是海南西环高速铁路上的高铁站，广州铁路集团管辖。

## 車站周邊
- 乐东岭头村岭南大酒店
- 乐东尖峰海意酒店
- 中国联通岭头专营店
- 尖峰中学

## 歷史
- 2015年12月30日通车启用。

## 外部連結
- 中国铁路客户服务中心 （页面存档备份，存于）